# Elea Beutel
Elea Beutel (* 2. Dezember 2003) ist eine deutsche Volleyball- und Beachvolleyballspielerin.

## Karriere Halle
Beutel spielte in ihrer Jugend beim SC Potsdam und nahm an verschiedenen brandenburgischen, nordostdeutschen sowie deutschen Jugendmeisterschaften teil. Ihr bestes Ergebnis war dabei 2019 der dritte Platz bei der deutschen U18-Meisterschaft in Potsdam. Danach spielte die Diagonalangreiferin mit der zweiten Frauenmannschaft Potsdams zunächst in der Regionalliga Nordost und ab 2021 in der 3. Liga Nord. Hier gewann sie 2023 die Vizemeisterschaft und den Aufstieg in die 2. Bundesliga Nord. 

## Karriere Beach
Seit 2018 spielt Beutel Beachvolleyball. Bis 2021 war sie mit verschiedenen Partnerinnen auf brandenburgischen und deutschen Jugendmeisterschaften aktiv. Mit Paula Schürholz erreichte sie 2019 Platz neun bei der U18-Europameisterschaft im österreichischen Baden und wurde in Magdeburg deutsche Vizemeisterin U18. Mit Lotta Weiss konnte Beutel 2020 in Barby den Vizemeistertitel der deutschen U18-Mädchen erneut gewinnen. Ende 2021 nahm sie mit Schürholz an der U19-Weltmeisterschaft auf der thailändischen Insel Phuket teil.
2022 und 2023 nahm Beutel mit Franka van der Veer an diversen nationalen Turnieren teil und gewann in Magdeburg die deutsche U20-Meisterschaft. 2023 erreichte sie mit Schürholz Platz neun bei der U22-Europameisterschaft im rumänischen Timișoara und nahm mit Clara Dreßen an der U21-Weltmeisterschaft im thailändischen Roi Et teil.
2024 spielte Beutel an der Seite der Heidelbergerin Leonie Klinke, mit der sie sich über die German Beach Tour 2024 erstmals für die deutsche Meisterschaft in Timmendorfer Strand qualifizierte und dort den siebten Platz erreichte.